# Richard Rush
Richard Rush, född 29 augusti 1780 i Philadelphia, död 30 juli 1859, var en amerikansk diplomat och politiker, USA:s åttonde justitieminister och åttonde finansminister.
Rush var en av president James Madisons närmaste vänner och rådgivare under 1812 års krig. Han tjänstgjorde som USA:s justitieminister 1814-1817. 1817 efterträdde han John Quincy Adams som amerikansk minister i London. Rush blev överraskande populär i England trots att han tidigare hade uppfattats som antibrittisk. Han trivdes i London i åtta år och förhandlade många viktiga avtal, däribland (tillsammans med Albert Gallatin) det Anglo-Amerikanska fördraget 1818. Efter det tjänstgjorde Rush som USA:s finansminister 1825-1829 under president John Quincy Adams, som hade varit hans företrädare i London och utrikesminister hela den tiden som Rush var i London. Succén som finansminister var betydande; budgeten visade överskott och nästan hela utlandsskulden utbetalades.
1828 kandiderade John Quincy Adams för omval som det nationalrepublikanska partiets kandidat. Finansministern Rush var nationalrepublikanernas vicepresidentkandidat. Adams och Rush förlorade det året mot Andrew Jackson och den sittande vicepresidenten John C. Calhoun, som hade hoppat av till Jacksons demokratiska parti.
President Andrew Jackson skickade Rush 1836 till England för att försäkra att den amerikanska regeringen får det utlovade arvet efter vetenskapsmannen James Smithson. När USA väl hade fått arvet, grundades Smithsonian institution i Washington DC med pengarna. Som diplomat fick Rush ännu ett betydande uppdrag, som amerikansk minister i Paris åren 1847-1851.